# Praia de Suape
Vista da Praia de Suape.
A Praia de Suape é uma praia situada no município do Cabo de Santo Agostinho, estado de Pernambuco, Brasil. A praia fica a poucos quilômetros do Complexo Industrial Portuário de Suape, fica localizada  entre a Praia do Paraíso e o Rio Massangana, a praia é cercada por mata nativa e diversos coqueiros. Conta com boa infraestrutura, com bar, restaurante, hotel e pousada. Possui águas calmas e cristalinas bastante propício para o banho e prática de esportes náuticos como windsurf e jetski.